# Ahidous

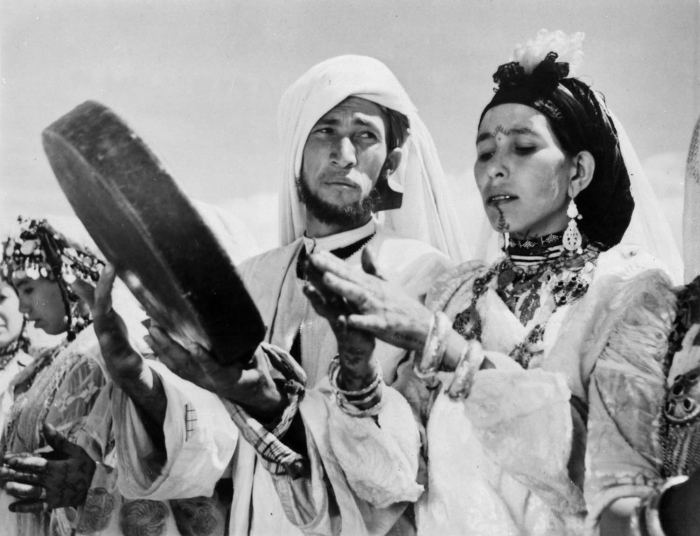
1955.

L’ahidous (en alphabet néo-tifinagh "ⴰⵃⵉⴷⵓⵙ"), parfois appelé selon les régions haydous, tahidoust, hidoussi, désigne un art d’expression musicale berbère aussi bien masculin que féminin. C'est une danse traditionnelle pratiquée par les Berbères du Moyen Atlas et du Haut-Atlas au Maroc, ainsi que par quelques tribus du sud du Rif, dans laquelle hommes et femmes, coude à coude, forment des rondes souples et ondulantes, accompagnées de chants (en berbère izli, izlan) rythmés par l'alloun.
L'ahidous est connu pour être le divertissement préféré des Berbères du Maroc central dont il est leur moyen d'expression le plus complet et le plus vivant. On le danse à l'occasion des moindres fêtes et même, l'été, après la moisson, presque tous les soirs dans les villages.
C’est un genre musical qui est particulièrement pratiqué dans les provinces de Khenifra, Azrou, Ifrane, Beni Mellal, Azilal, Imilchil, Midelt, Khemisset, Oulmès, El Hajeb, et d’une manière générale dans tout le Moyen Atlas.
Chaque année se déroule un festival qui lui est dédié et où se retrouvent plusieurs groupes représentant différentes tribus du Moyen Atlas. Le festival de la ville de Aïn Leuh se déroule au mois d’août.

## Origine de l'ahidous
L’origine de l'ahidous demeure encore peu connue faute de recherches secondaires approfondies. La formation initiale de la danse s'est faite en faisant un cercle fermé qui indiquait l'unité entre les interprètes en particulier et les habitants de la tribu en général. L'Ahidous est la matérialisation de l'esprit libre des Amazighs du nord-ouest africain. Il retransmet des valeurs fortes du peuple Amazigh telles que l'unicité et la pugnacité.   

## Diversité de la technique chorégraphique
Les danseurs se mettent en cercle, en demi-cercle ou sur deux rangs se faisant face, hommes seuls, femmes seules, ou hommes et femmes alternés, étroitement serrés, épaule contre épaule, ils forment bloc. La danse est rythmée au tambourin et par des battements de mains. Les mouvements sont collectifs ; c'est un piétinement, un tremblement qui se propage, entrecoupé d'ondulations larges, coups de vent sur les blés. Par leur aisance et leur ensemble, ils témoignent d'un sens du rythme remarquable. Toutefois, tous faisant presque toujours le même geste en même temps, c'est surtout un ensemble de juxtaposition que l'ahidous présente. En ce sens, il est très caractéristique de la mentalité des Berbères. L'ahwach dansé par les Chleuhs de l'Atlas occidental est déjà fort différent[réf. nécessaire].
L'ahidous est en règle générale accompagné par des chants en langue berbère. Cependant les tribus du couloir de Taza (Ghiata, Tsoul et Branès) et des hauts plateaux de l'oriental (Taourirt, Ait Bou Zeggou, Ait Yaala) chantent principalement en langue arabe, du fait d'une arabisation de ces tribus. L'Ahidous est aussi pratiqué au sein de deux tribus rifaines, les Ibdarsen (Mtalsa) et les Aït Bouyahyi. En effet, le folklore de ces deux tribus se situe à cheval sur le folklore rifain et atlassien.

## Photos

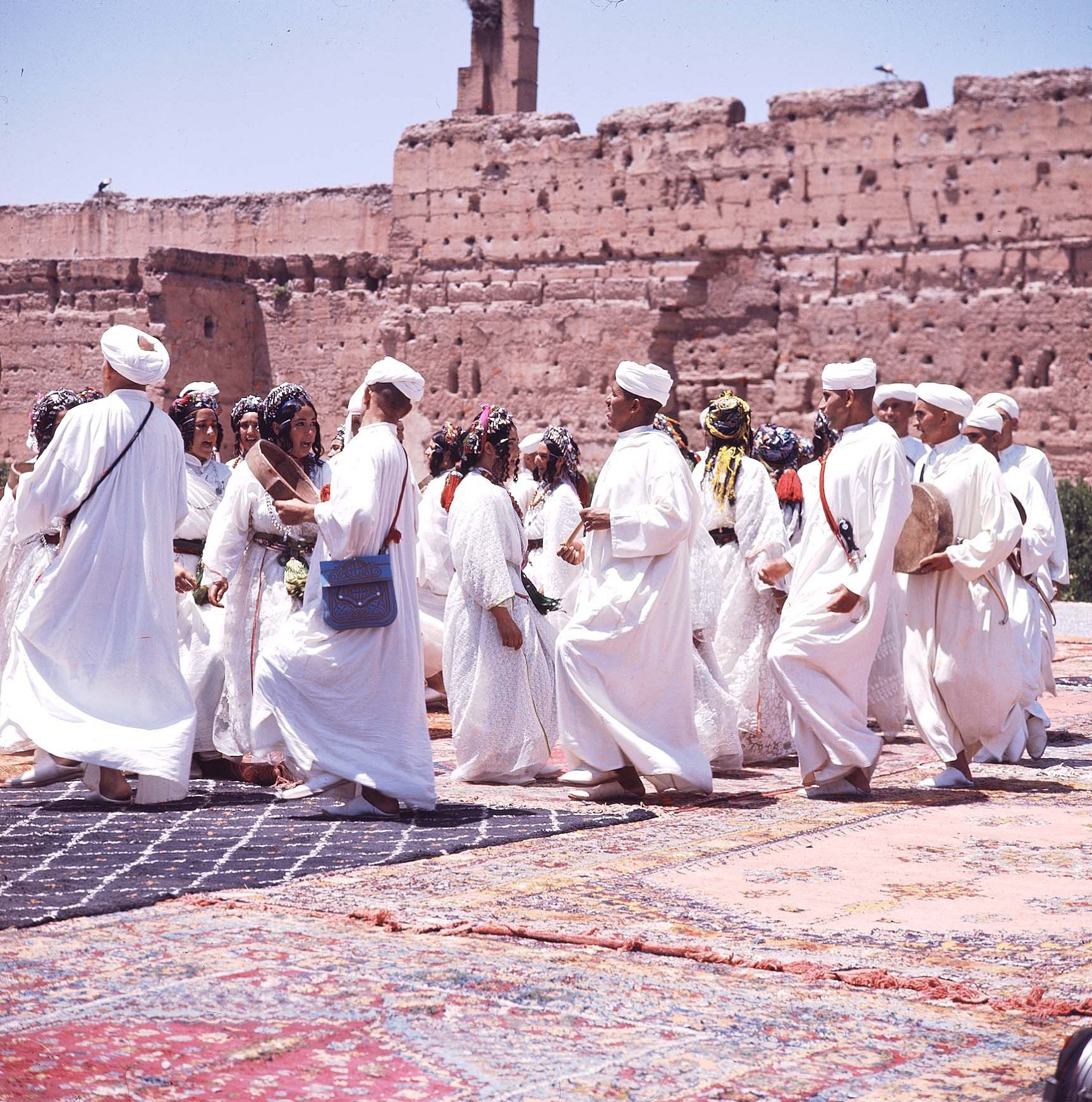
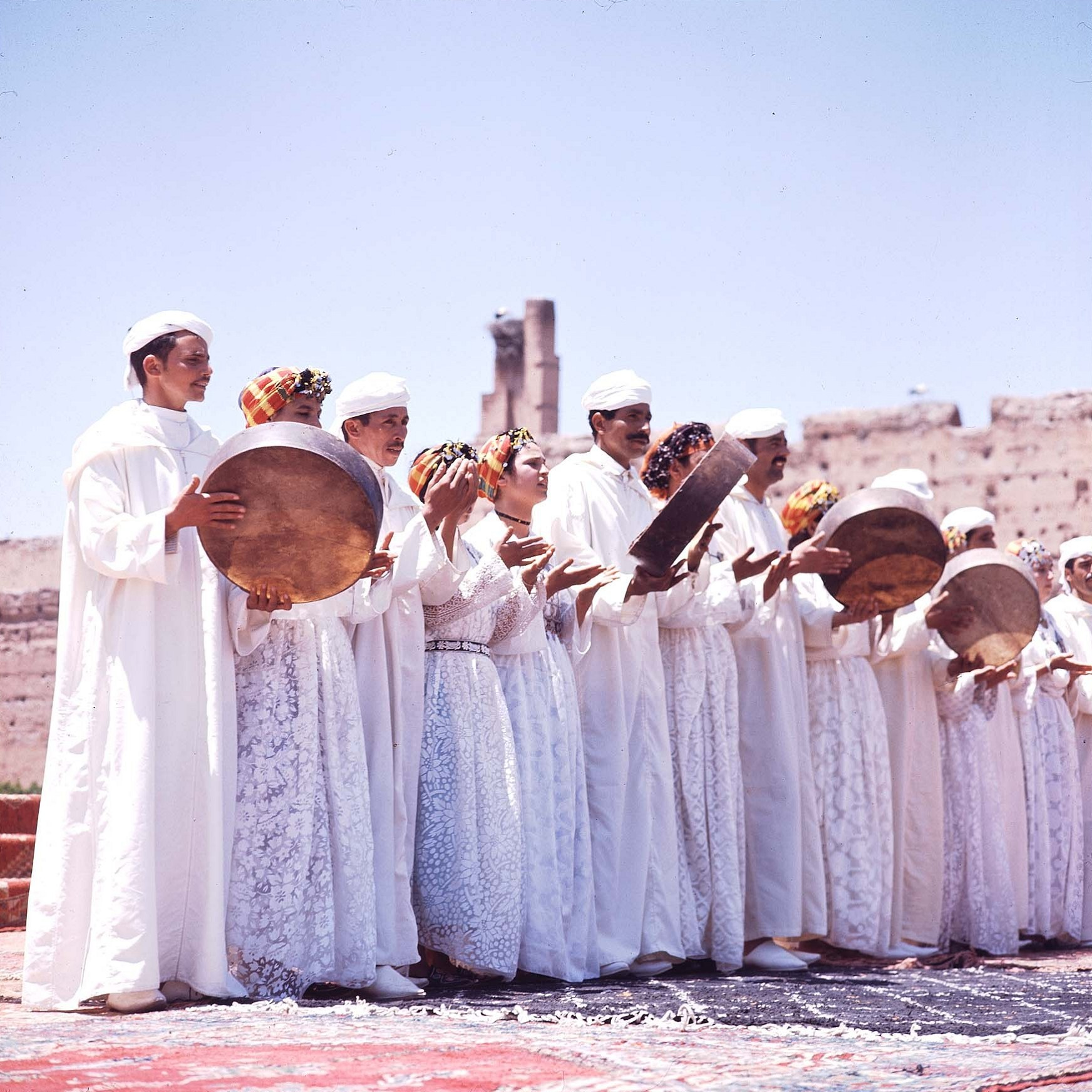